# Geografia Argentyny

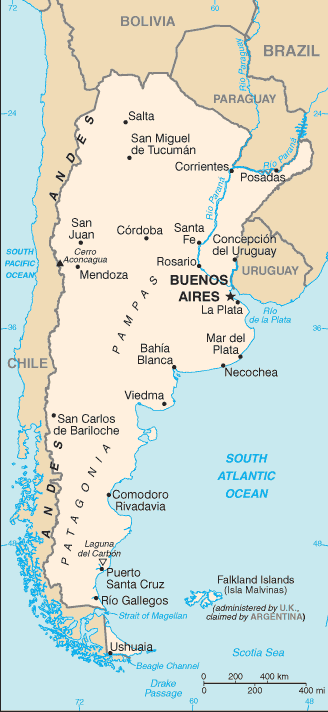
Mapa Argentyny

Geografia Argentyny – Argentyna jest dużym państwem leżącym w Ameryce Południowej, a dokładnie w jej południowej części. Kraj zalicza się do trzech największych państw Ameryki Łacińskiej. Ten ogromny kraj cechuje się różnorodnym krajobrazem, gdzie występują góry, równiny i niziny. Rozciągłość południkowa sprawia, że istnieje tam kilka stref klimatycznych.

## Powierzchnia, skrajne punkty i granice
Powierzchnia – 2 780 400 km² (jest to powierzchnia bez Falklandów, które są terytorium spornym między Argentyną a Koroną Brytyjską).
Powierzchnia według danych argentyńskich wynosi 2 780 092 km². Argentyna jest 9 razy większa od Polski. Ósmy co do wielkości kraj świata.
Skrajne punkty:
- północny 21°46′S – u zbiegu rzek: Grande de San Juan i Majinete w prowincji Jujuy.
- południowy 55°3′S – najdalej wysunięta na południe część prowincji Ziemi Ognistej.
- zachodni 73°35′W – czoło lodowca Moreno w Parku Narodowym La Glaciers w prowincji Santa Cruz.
- wschodni 53°38′W – punkt na północny wschód od miejscowości Bernardo de Irigoyen w prowincji Misiones.

Rozciągłość południkowa wynosi 3799 km, a równoleżnikowa 1424 km. Północny kraniec Argentyny przecina zwrotnik Koziorożca.
Argentyna graniczy z następującymi państwami:

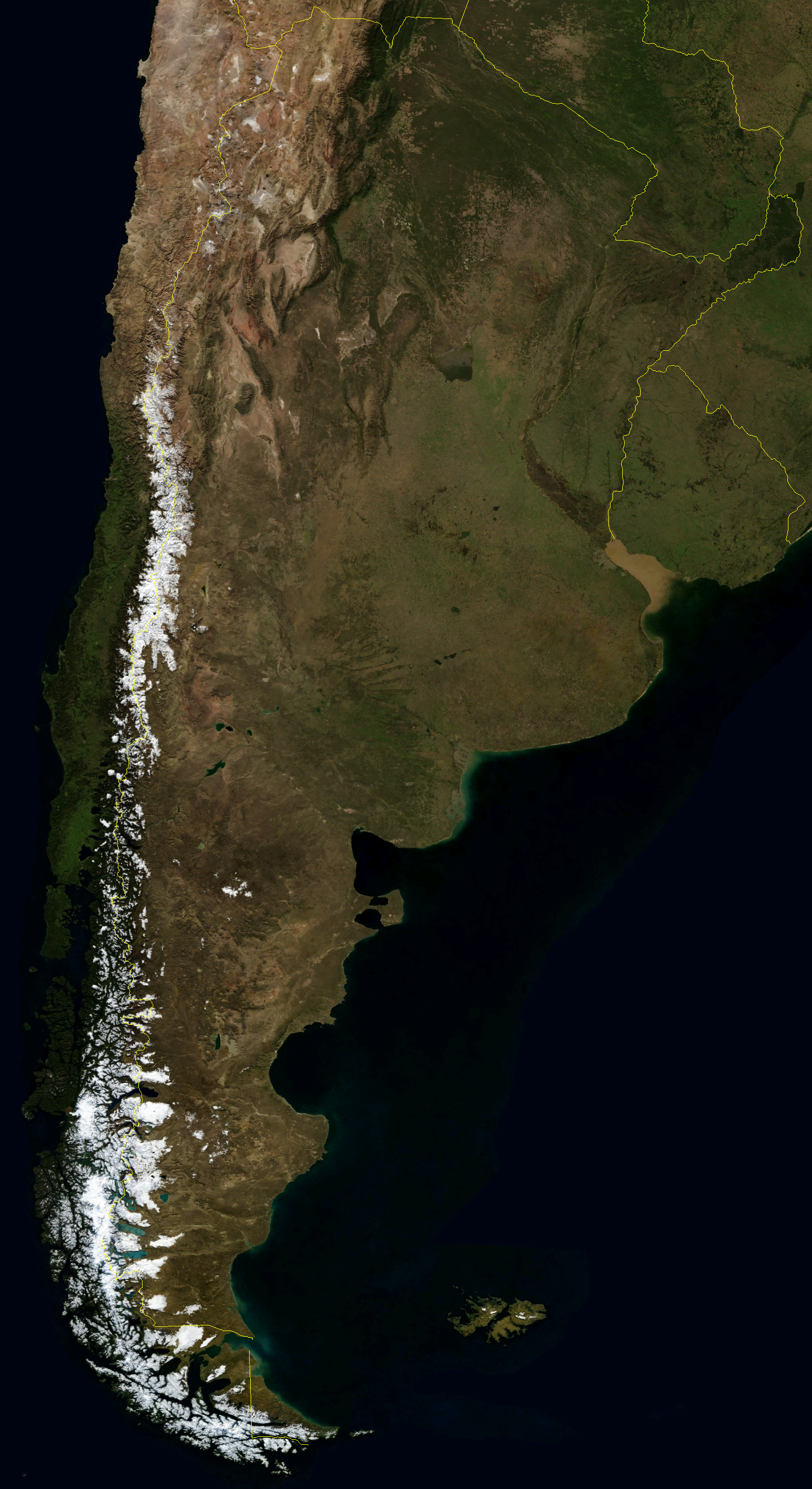
Zdjęcie satelitarne Argentyny

- Boliwia – 742 km
- Brazylia – 1224 km
- Chile – 5308 km
- Paragwaj – 1699 km
- Urugwaj – 495 km

Linia brzegowa 4725 km.

## Ukształtowanie poziome
Południowa część linii brzegowej jest dobrze rozwinięta, występują szerokie estuaria wcinające się głęboko w ląd, istnieje także kilka dużych i głębokich zatok jak San Jorge i San Matias. Północna część wybrzeża jest mniej urozmaicona, wybrzeże jest wyrównane, a jedyne zatoka znajduje się w rejonie Buenos Aires – Rio de la Plata, które oddziela Argentynę od leżącego na północy Urugwaju. Wybrzeże na odcinku Pampy jest płaskie i wyrównane, a od Zatoki Białej (Bahia Blanca) aż do Ziemi Ognistej ma postać abrazyjną, z wąskimi plażami, nad którymi wznoszą się schodowo terasy.

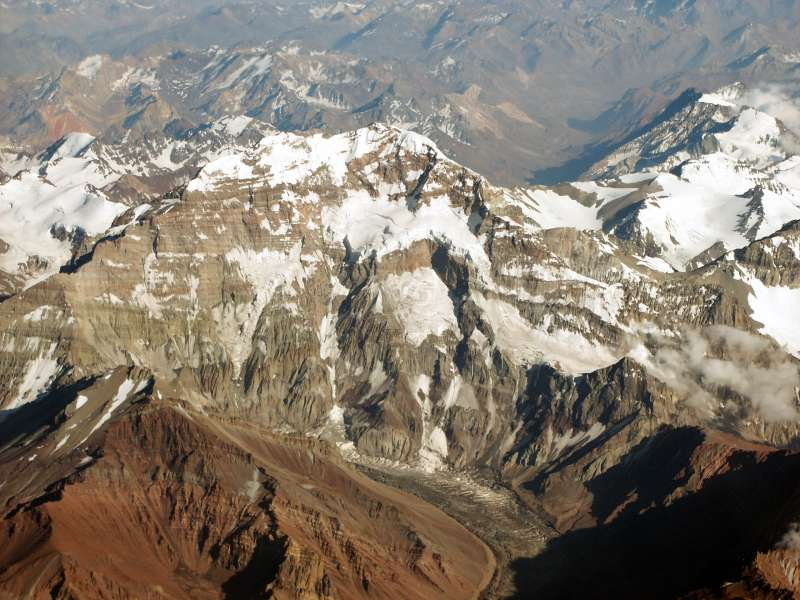
Aconcagua – najwyższy szczyt Argentyny

## Budowa geologiczna
Najstarszą częścią terytorium Argentyny jest obszar składający się z fragmentów południowoamerykańskiej płyty tektonicznej, która została oderwana w mezozoiku od dawnego kontynentu – Gondwany. Tymi fragmentami są prekambryjskie platformy i tarcze Gujany, Brazylii i Patagonii. Wokół tych jednostek formowały się stopniowo młodsze obszary lądu.
Prekambryjskie jednostki morfostrukturalne tarczy brazylijskiej to Puna, Sierra Pampaeńska i Bolsona Pampaeńska, te jednostki geologiczne leżą w północno-zachodniej części kraju. Region ten zbudowany jest ze skał magmowych i metamorficznych pochodzących z prekambru. Podłoże te przykryte jest młodszymi osadami, a mianowicie skałami osadowymi z paleozoiku, mezozoiku i kenozoiku. Na tymże obszarze znajdują się wzniesienia i góry wulkaniczne. Wszystkie stare struktury geologiczne uległy bardzo wyraźnym dyslokacjom w czasie orogenezy alpejskiej. W Punie występuje duża różnorodność bogactw mineralnych do których należą m.in. cyna i srebro. Północno-wschodnia część kraju (w ramionach rzek: Paragwaju i Urugwaju) jest odrębnym obszarem geologicznym, zwanym Międzyrzeczem. Na głęboko położonym masywie brazylijskim (nie wychodzącym tu nigdzie na powierzchnię) wydobyły się przy pomocy szczelin – lawy bazaltowe. W wielu miejscach pochodzące z mezozoiku piaskowce przeplatają się z pokrywami bazaltowymi i formacjami pochodzącymi z trzeciorzędu i z czwartorzędu.
Płyta patagońska obejmuje południową i centralną część kraju. Jest obszarem geologicznym składającym się z dwóch ogromnych masywów - północnopatagońskiego i południowopatagońskiego, zwanego Deseado, oraz niecki otaczające te dwa masywy. Masywy zbudowane są z prekambryjskich skał magmowych, które przykrywają skały paleozoiczne i dolnomezozoiczne. Obszar Patagonii uległ pionowym ruchom dźwigającym i obniżającym, przez co na jego obszarze występują osady sedymentacji morskiej i kontynentalnej. Obszar Ziemi Ognistej cechuje się podobną budową geologiczną co cała Patagonia.
W czasie ery mezozoicznej i kenozoicznej na obszarze dzisiejszej Argentyny zaznaczyła się działalność wulkaniczna. Z tego powodu stare podłoże zostało przykryte osadami, w skład których wchodzą skały wulkaniczne, głównie bazalty i tufy.
W historii geologicznej Argentyny miały miejsce fałdowania hercyńskie, które objęły obszar od Kordyliery Środkowej, poprzez Prekordyliery, do prekambryjskiego bloku Sanrafaelino-Pampeano. Najstarsze utwory wyżej wymienionych obszarów były fałdowane w orogenezie kaledońskiej i pochodzą z dolnego paleozoiku. Główne zręby tych gór pochodzą z górnego paleozoiku i były fałdowane w orogenezie hercyńskiej. W czasie fałdowania alpejskiego nastąpiło spękanie i w końcowym etapie podniesienie całości. Na obszarach tych, przede wszystkim w Prekordylierach występują pokłady miedzi, ołowiu i srebra.
Obszary fałdowań mezozoicznych obejmują różnorodne formacje skał osadowych na obszarach prowincji Neuquén, Chubut, Buenos Aires. Obszary fałdowań kenozoicznych obejmują Kordylierę Wschodnią, Sierrę Subandyjską – na północy kraju oraz Kordylierę Zachodnią i Andy Patagońskie. Wyżej wymienione obszary górskie zbudowane są z różnych skał powstałych od paleozoiku do kenozoiku, które zostały sfałdowane w okresie alpejskim (faza andyjska). Wystąpiły także intruzje i efuzje magmy, które trwały od końca mezozoiku do trzeciorzędu. Powstały wtedy góry wulkaniczne, stanowiące dziś najwyższe szczyty Argentyny. Ważnymi surowcami Kordyliery Wschodniej, Zachodnie, And Patagońskich i Sierry Subandyjskiej są: miedź, ołów, srebro i złoto.
Na terenie Argentyny leży znajduje się południowo część rozległego synklinorium La Plata-Orinoko, które jest osadami różnego wieku. Na tym obszarze znajdują się paleozoiczne i mezozoiczne skały osadowe i wulkaniczne.

## Rzeźba

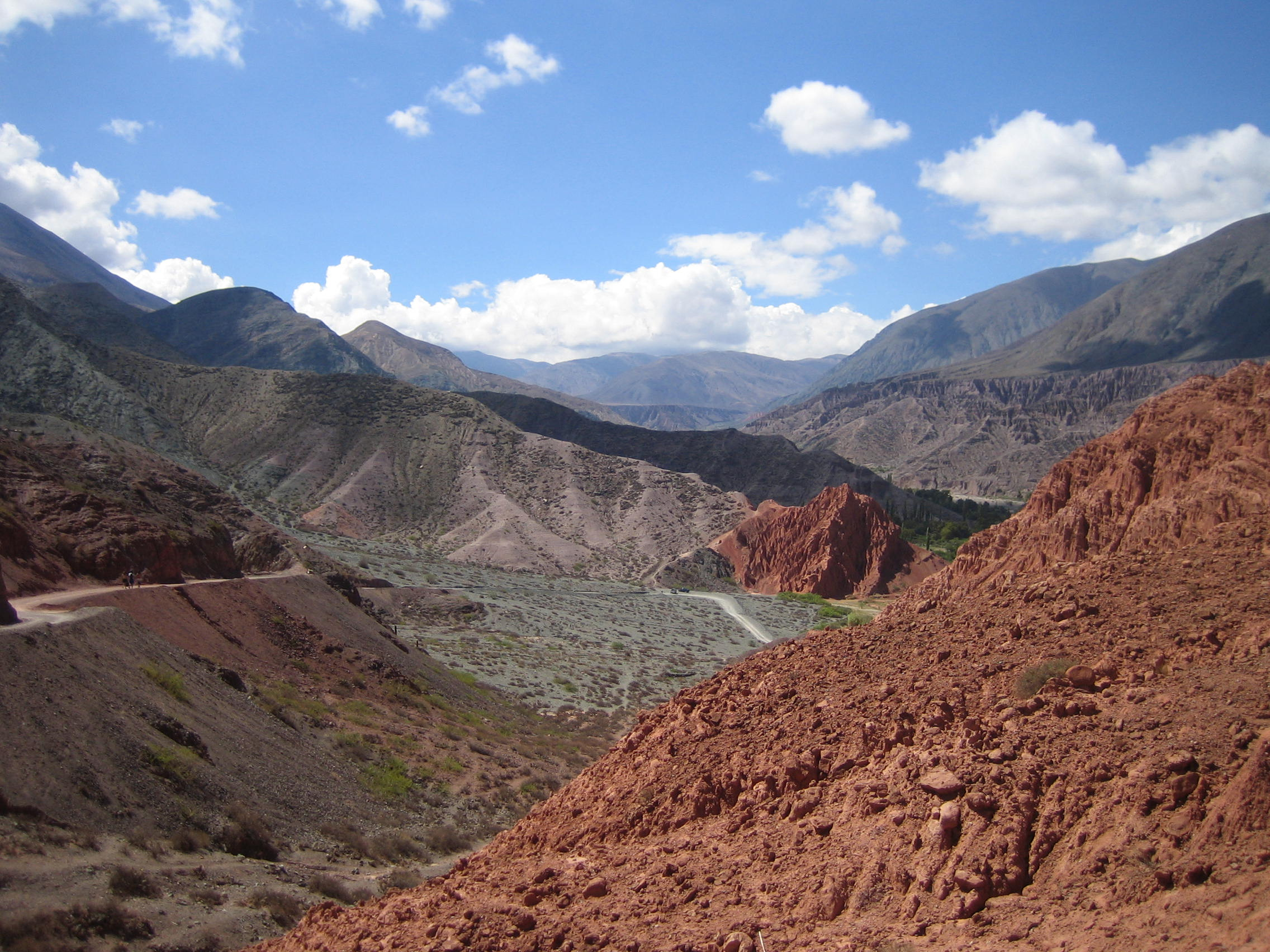
Andy

### Ogólne informacje
Krajobraz Argentyny jest bardzo urozmaicony, występują tam zarówno niziny, płaskowyże, jak i wysokie góry. Argentyna jest krajem gdzie przeważają tereny płaskie i nizinne, zaś w jej zachodniej części południkowo ciągnie się najdłuższy na świecie łańcuch gór jakimi są Andy. Góry te obejmują nie tylko Argentynę, ale ciągną się od wybrzeży Morza Karaibskiego po Ziemię Ognistą na samym południu. Tereny położone na wysokości od 0 do 200 m n.p.m. zajmują 45% powierzchni kraju, tereny leżące między 201 a 500 m n.p.m. – 19%. Regiony leżące ponad 2000 m n.p.m. zajmują 10% powierzchni kraju. Na terenie kraju leżą także tereny depresyjne jak Gran Bajo de San Julián w prowincji Santa Cruz, jest najniżej położony punkt Argetyny – 105 m p.p.m.

### Obszary górskie
Północno-zachodnia część kraju objęta jest pustynnymi śródgórskimi płaskowyżami zwanymi Puna Argentina. Puna jest obszarem obejmującym obszar 575 na 225 km. Jest obszar bardzo wysokopołożony, gdzie średnia wysokość wynosi 3800 m n.p.m. Punę otaczają od zachodu i północy wulkaniczne szczyty do których należą: Llullaillaco – 6723 m n.p.m., Cerro de Bonete – 6872 m n.p.m. i Ojos del Salado – 6880 m n.p.m. W wyższych partiach gór występują rzeźba glacjalna – cyrki lodowcowe. W najniższych partiach obniżeń znajdują się solniska jak np. Salar de Antofalla.
Na wschód od Puny leży Kordyliera Wschodnia ciągnąca się na długości 550 km. Najwyższym szczytem jest Nevado de Chañi – 6200 m n.p.m. W regionie tych ciągną się wąwozy nachylone w kierunku południowym.
Dalej na wschód, aż do niziny Gran Chaco ciągną się niskie pasma górskie wchodzące w skład Sierry Subandyjskiej. Pasma ciągną się z północy na południe od granicy z Boliwią do prowincji Tucumám. Wysokość gór nie przekracza 2000 m n.p.m. i maleje w kierunku wschodnim. Można więc powiedzieć, że jest to swoisty rejon przedgórzy And, których wysokość sięga prawie 7000 m n.p.m.
W leżących na południe od wyżej przedstawionych jednostek morfologicznych Sierrach i Bolsonach Pampeańskich wszystkie stare struktury geologiczne uległy wyraźnym dyslokacjom w czasie fałdowań alpejskich. Wtedy też ukształtowała się obecna rzeźba, której wydłużone formy ciągną się z północnego zachodu na południowy wschód. Wysokość gór na południu w prowincji Córdoba wynosi maksymalnie 2 70 m n.p.m. – Champaqui. W prowincji Catamarca wysokość gór wzrasta – El Manchao – 4050 m n.p.m. W prowincji Tucumám, szczyt Clavillo del Aconquija – 5550 m n.p.m. Pasma górskie rozdzielają bezodpływowe kotliny śródgórskie zwane bolsonami.
Na południe od Puny ciągnie się Kordyliera Zachodnia, której długość wynosi 750 km. Występują tam liczne góry wulkaniczne. Tam właśnie wznosi się najwyższy szczyt kraju – Aconcagua i całej Ameryki Południowej, wznosi się na 6959 m n.p.m. Obszary górskie Kordyliery Zachodniej cechują się stromymi stokami, i zboczami oraz bardzo ostrymi szczytami. Jest to obszar gór o młodej rzeźbie. Wpływ na rozwój gór miała działalność lodowców.
Andy Patagońskie ciągną się pasmem z północy na południe od 39°S, aż do Cieśniny Magellana, na samym południu góry te skręcają na wschód na Ziemię Ognistą. Na obszarze tych gór występuje rozwinięta struktura lodowców – Lądolód Patagoński. Góry te są niskie w stosunku do Kordyliery Zachodniej. Najwyższy szczyt – Lanin ma 3776 m n.p.m. Szczyty górskie tego regionu cechują się niemal pionowymi ścianami.

### Obszary nizinne

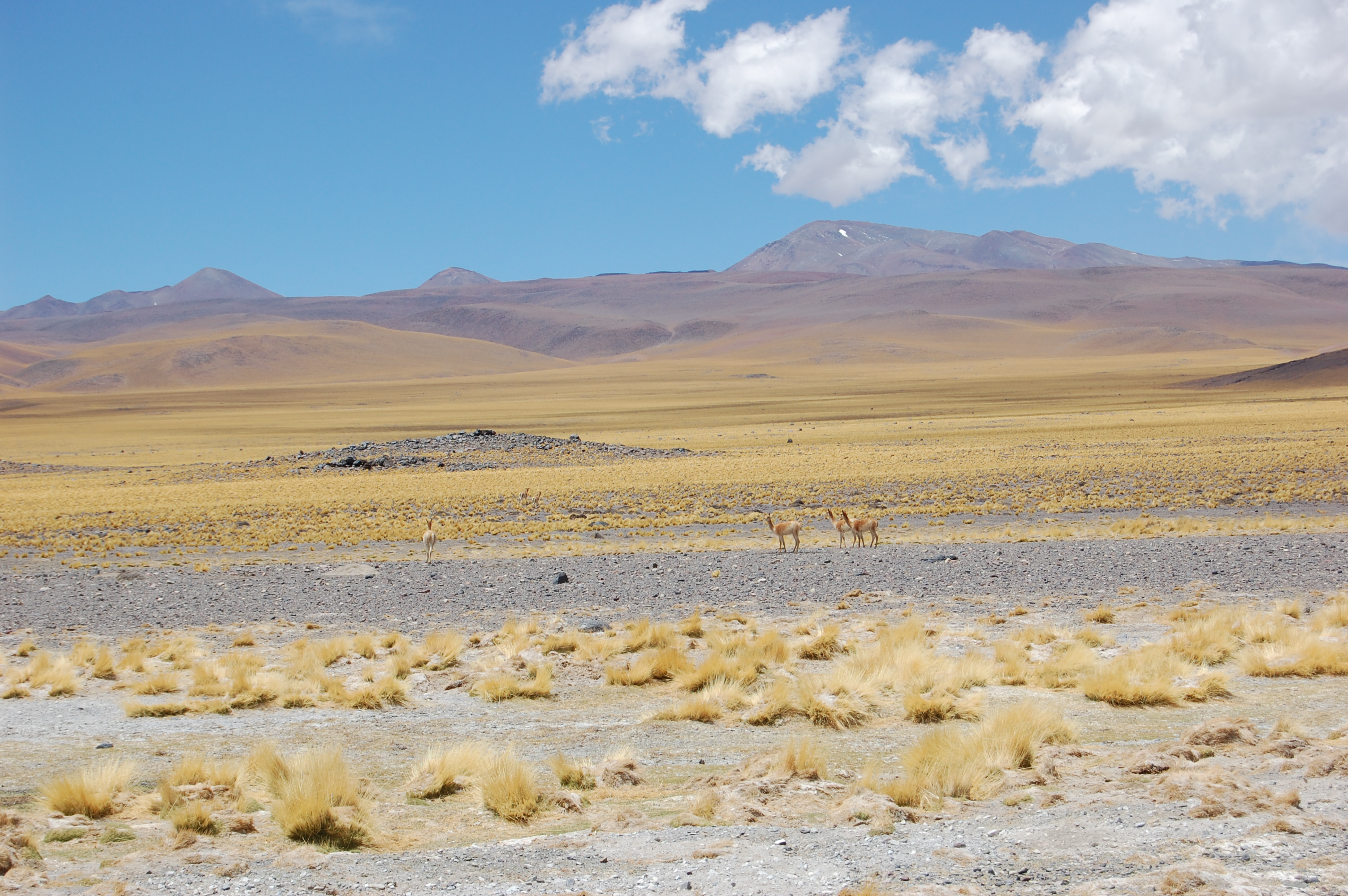
Północno-zachodni region Argentyny

Północno-wschodnia część Argentyny jest zajęta przez rozległą Nizinę La Platy, nazywaną też Równiną. Nizina ciągnie się od granicznej z Paragwajem rzeki Picomayo, do leżącej na południu strefy między rzekami Colorado i Negro, gdzie mieszają się cechy morfostrukturalne Pampy i Patagonii. Wschodnią granicę La Platy wyznacza rzeka Urugwaj i wybrzeże Oceanu Atlantyckiego. Na zachodnie La Plata sięga regionu andyjskiego. W północnej części La Platy leży nizina Chaco i Międzyrzecze, zaś w południowej – nizina Pampy. Argentyńska część Gran Chaco leży na północ od rzeki Salado i jest niziną lessową opadającą ku południowemu wschodowi do 400 do 40 m n.p.m. Międzyrzecze, zwane też Mezopotamią Argentyńską leży w ramionach rzeki Parany i Urugwaju. Północną granicę tego regionu wyznacza rzeka Igauzú. Międzyrzecze jest regionem zarówno nizinnym, jak i wyżynnym, gdzie wysokości dochodzą do 800 m n.p.m. Występują tam zarówno formy łagodnej rzeźby terenów wysokopołożonych, jak i nizinne niskie wzgórza.
Na południe od Gran Chaco i Międzyrzecza rozciąga się Pampa, która - jak sama nazwa (w języku Indian) wskazuje - cechuje się równinnym krajobrazem. Pampa jest wielką równiną, lekko nachyloną ku Atlantykowi. W południowej części Pampy wznoszą się odosobnione pasma niskich gór Ventana, z najwyższym szczytem – Tres Picos o wysokości 1248 m n.p.m.
Południowo-wschodnia część Argentyny jest zajęta przez obszar Wyżyny Patagońskiej, której wysokości wynoszą do 600 do 800 m n.p.m. Cały obszar wyżyny jest silnie zdyslokowany tektonicznie, pocięty licznymi uskokami. W stronę oceanu Wyżyna Patagońska obniża się i tworzy wysokie klifowe wybrzeże Powierzchnię wyżyny rozcinają głębokie doliny rzek, które rozczłonkowują ją na wiele bloków.

## Klimat

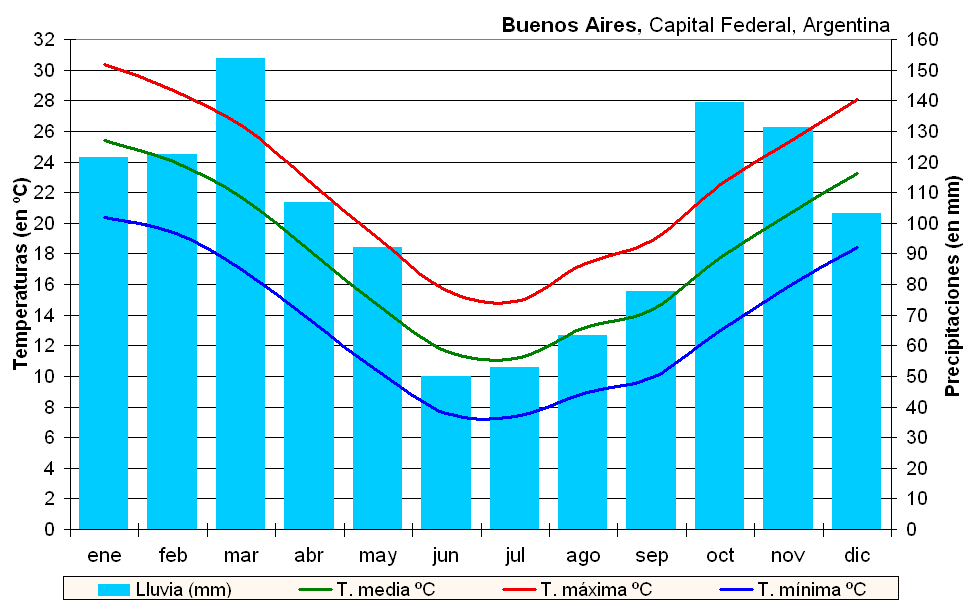
Diagram klimatyczny na przykładzie Buenos Aires – stolicy kraju leżącej nad oceanem

### Ogólne informacje
Duża rozciągłość południkowa sprawia, że w Argentynie wyróżnia się 4 strefy klimatyczne. Występuje tam klimat zwrotnikowy na północy, podzwrotnikowy w środkowej i północnej części kraju, umiarkowany w środkowej i południowej oraz subpolarny na południowym krańcu. Konsekwentnie wraz ze wzrostem szerokości geograficznej rośnie też w lecie długość dnia z północy na południe i odwrotnie zimą. Bariera jaką są Andy także wpływa na zróżnicowanie klimatyczne, ponadto ukształtowanie pionowe także ma istotny wpływ na klimat czego efektem jest występowanie pięter klimatycznych i roślinnych.

### Cechy klimatu Argentyny
Wody Atlantyku oblewającego wschodnie wybrzeże, łagodzą zróżnicowanie klimatyczne, zmniejszając amplitudy termiczne. Na północ od rzeki Colorado amplitudy zwiększają się w zachodnim kierunku i zmniejsza się także wilgotność powietrza. Innymi słowy, wraz z oddalaniem od oceanu zwiększa się kontynentalizm mas powietrza. Na południe od rzeki Colorado wieją zimne wiatry polarne z południa na północ. Wiatry te obniżają temperaturę powietrza.
Na obszarze Argentyny wieją wiatry z Wyżu Południowoatlantyckiego o kierunkach wschód-zachód. Są to wiatry ciepłe i wilgotne, oddziałujące na północ od rzeki Colorado. Wiatry te zaznaczają się w szczególności na terenach nizinnych. Z ośrodka wyżowego jakim jest Wyż Południowopacyficzny wieją wiatry zachodnie, które po przekroczeniu Andów docierają na tereny nizinne kraju jako wiatry zimne i pozbawione wilgotności. Wpływ na Argentynę ma także Wyż Antarktyczny od którego pochodzą zimne wiatry. Na obszarze Argentyny występują także wiatry lokalne. Należą do nich pompero i zonda. Pompero jest zimnym i suchym wiatrem, który dociera znad Pacyfiku do Andów, tam wznosi się i przynosi opady w sąsiednich Chile. Na terenie Argentyny schodząc z gór niesie za sobą zimne i suche powietrze, przyciągnięty przez niż z regionu La Platy. Starcie się tego wiatru z niżem wywołuje opady deszczu. Wiatr wiejąc w kierunku północno-wschodnim, gdy przejdzie przez Pampę powoduje spadek temperatury i poprawę pogody. Wiatr ma niekorzystny wpływ ponieważ jego zimne powietrza czasami dociera do regionów zwrotnikowych wywołując niekorzystne dla upraw tropikalnych przymrozki. Zonda jest całkiem innym typem wiatru. Jest wiatr gorący i suchy, a także bardzo „duszny” podnoszący temperaturę do 40 °C. Wiatr te pochodzi z antycyklonu południowopacyficznego, gdzie po przejściu przez Andy traci wilgotność i nad niziny dociera jako wiatr suchy.

### Temperatury
Mnogość stref klimatycznych sprawia, że temperatury są bardzo zróżnicowane. Najcieplejszym miesiącem jest styczeń, z racji tego, że Argentyna leży na półkuli południowej, a co za tym idzie w styczniu jest tam środek lata. Temperatury maleją jednak w kierunku południowym, ponieważ zwrotnik Koziorożca będącym „centrum” klimatu zwrotnikowego, czyli klimatu zaliczanego do gorących, przecina kraj w jego północnej części. Jest więc bardzo daleko od regionu jakim jest np. Ziemia Ognista, leżąca na szerokościach geograficznych odpowiadającym szerokościom w jakich leży np. Polska na półkuli północnej. Letnie różnice klimatyczne między Ziemią Ognistą a Polską są znaczne, ponieważ Ziemia Ognista, jak też i Wyżyna Patagońska, są wystawione na działanie mas powietrza pochodzących z Antarktydy oraz na działanie oceanicznych mas powietrza z racji leżących blisko ogromnych przestrzeni wód oceanicznych.
Na północy kraju w styczniu jest średnio 28 °C, w centralnej części kraju w zależności od szerokości geograficznej od 22 °C do 10 °C. Na samym południu, czyli we wspomnianej Ziemi Ognistej średnia wartości wynoszą 8 °C. Ponadto temperatury letnie nad Oceanem Atlantyckim różnią się od tych jakie panują w głębi lądu. W Buenos Aires latem rzadko występują upalne temperatury, podczas gdy w głębi lądu jest bardzo gorąco, gdzie wartości termiczne często przekraczają wartość 40 °C.
Zimą (lipiec) wartości termiczne także mają przebieg równoleżnikowy i także rosną z południa na północ. Na północy kraju średnie wartości termiczne wynoszą 18 °C, w środkowej części kraju około 10 °C, zaś na samym południu od 0 °C do jedynie 2 °C. W głębi lądu zimą temperatury są często ujemne, rosną jednak w kierunku północnym.
Rzeźba terenu, czyli fakt istnienia masywów górskich sprawia, że występują piętra klimatyczne. Najwyższe partie Andów to zimny mroźny klimat nieróżniący się od tego jaki panuje w strefie polarnej. W wielu rejonach Andów występują wieczne śniegi, co wiąże się z całorocznymi temperaturami ujemnymi.

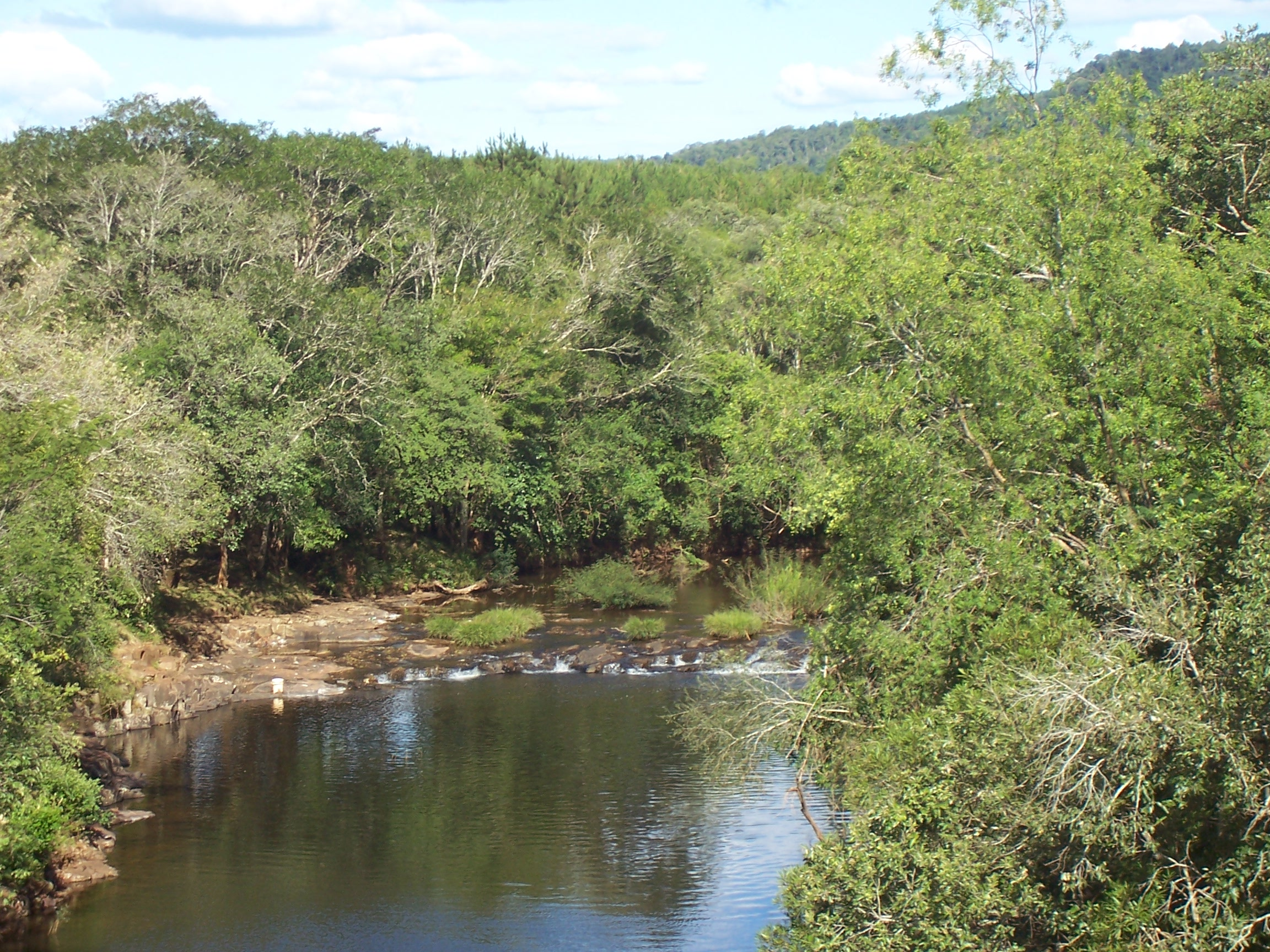
Północno-wschodni region Argentyny – Misiones

### Opady
Opady tak jak temperatury są także bardzo zróżnicowane. W północno-wschodniej części kraju opady są wysokie i przekraczają wartość 1600 mm rocznie. W miarę oddalania się od oceanu wartości opadowe obniżają się do 200 mm rocznie. W Puna de Atacama w północno-zachodnim krańcu Argentyny opad rocznie rzadko przekracza wartość 50 mm. Na południu kraju, układ izohiet jest inny. Małe opady notuje się w rejonach nadmorskich, a na zachodzie w wąskim pasie Andów – wysokie. I tak na terenach górskich Andów średnio w ciągu roku spada 2000 mm opadów, dochodząc do 6000 mm w okolicach jeziora Paimún. U podnóża Andów na południu kraju opadu szybko obniżają się do 400 mm rocznie, zaś na terenie Patagonii rocznie spada tylko 200 mm deszczu.

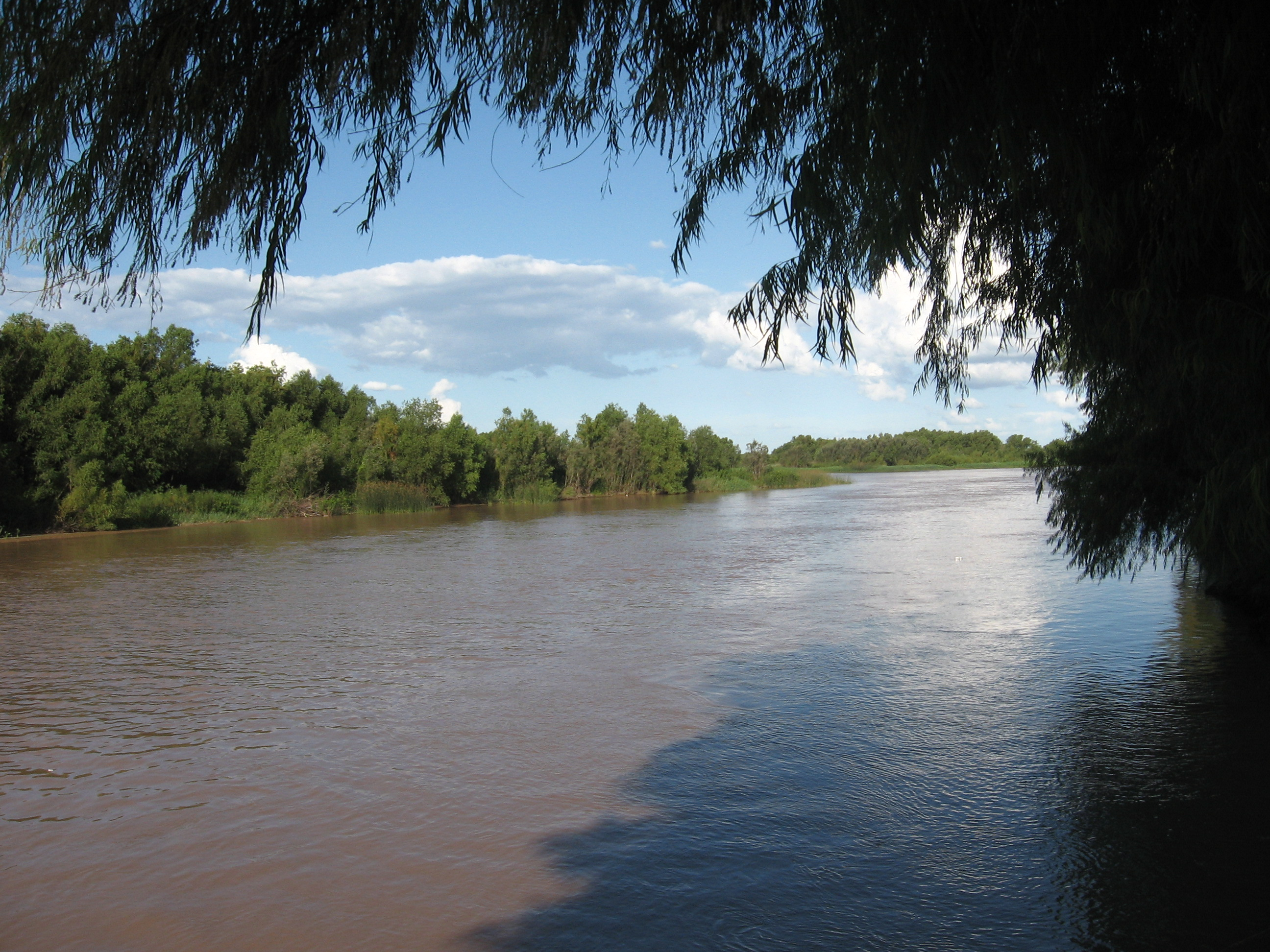
Rzeka Parana

## Wody

### Rzeki
Prawie cały obszar Argentyny należy do zlewiska Oceanu Atlantyckiego. Sieć rzeczna kraju jest dość gęsta, mniejsze rzeki płyną na południu kraju, zaś większe na północy.
Największą rzeką jest Parana, której całkowita długość wynosi 4380 km. Rzeka ta ma ważne znaczenie gospodarcze, gdyż jest żeglowna na całym odcinku płynącym przez terytorium Argentyny. Do prawobrzeżnych jej dopływów należą: Paragwaj dopływami Pilcomayo i Bermejo oraz Salado. Do ważniejszych dopływów lewobrzeżnych Parany należą: Iguazú, który na 28 km przed ujściem do Parany tworzy katarakty, znajdują się tam najpiękniejsze wodospady świata, będące atrakcją turystyczną.
Rzeka Urugwaj płynie na długich odcinkach głębokimi wąwozami, gdzie występują liczne progi i stopnie skalne. Rzeka ta jest żeglowna w dolnym biegu. La Plata jest olbrzymim, wspólnym ujściem Parany i Urugwaju. Rzeka w miejscu połączenia się Parany z Urugwajem ma szerokość 45-50 km, a przy ujściu aż 220 km. La Plata jest więc swoistym rodzajem słodkowodnego zalewu morskiego o powierzchni około 30 km² i płytkiego do maksymalnie 5 m.
Na granicy regionów Pampy i Patagonii płynie rzeka Colorado, której długość wynosi 923 km. Przepływ rzeki jest nieregularny, rzeka zasilana jest wodami roztopowymi z lodowców górskich i pokrywy śnieżnej. Dużym potencjałem energetycznym odznaczają się krótkie i pełne progów skalnych rzeki Patagonii. Rzeki patagońskie cechują się bardzo zmiennym wodostanem. Rzeki te biorą swój początek w Andach Patagońskich i płyną zazwyczaj z zachodu na wschód. Rzeki te są mało przydatne jeśli chodzi o żeglugę. Są za to wykorzystywane do celów hydroenergetycznych. Jedną z takich rzek jest Neuquén, gdzie zbudowany został potężny kompleks hydroenergetyczny.

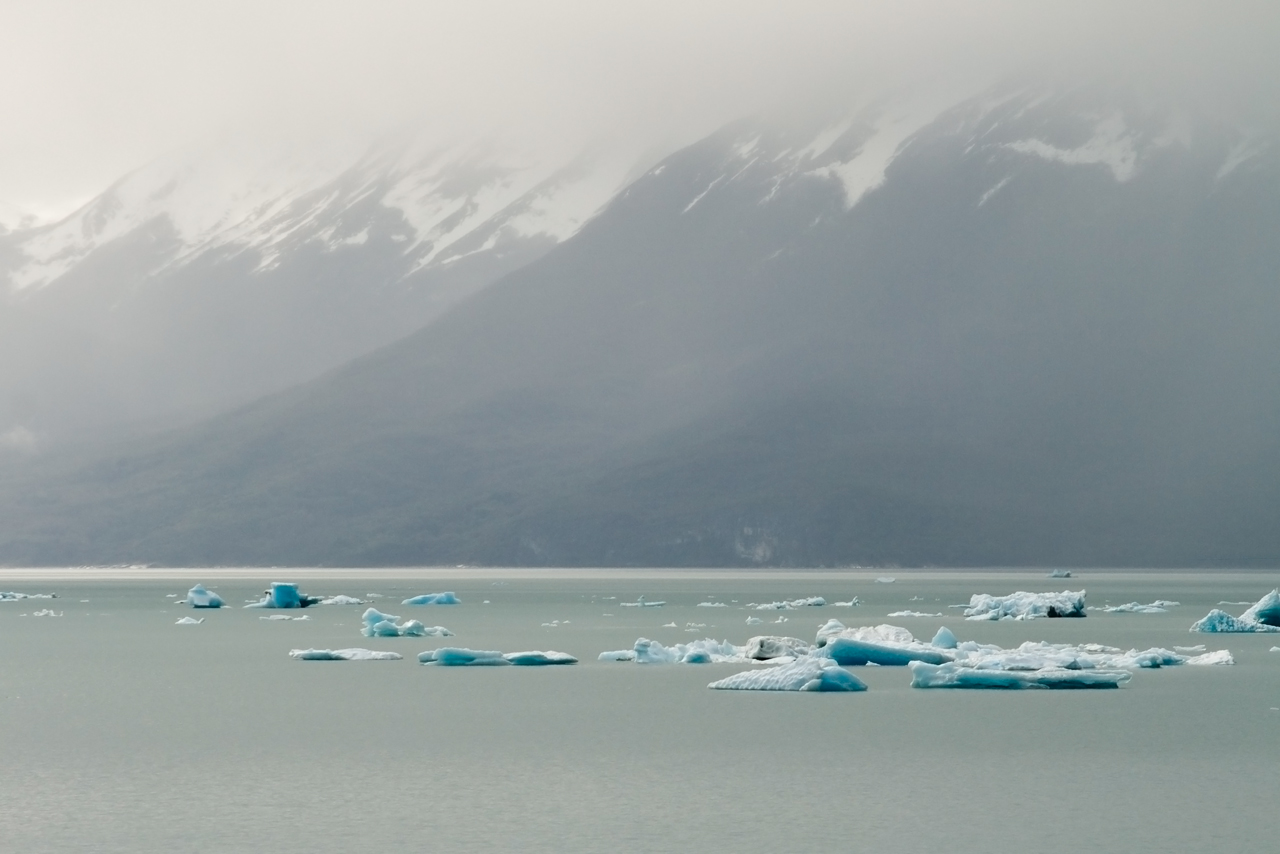
Jezioro Argentino

### Jeziora
Około 1/3 powierzchni kraju to obszary bezodpływowe, które są odwadniane przez lokalne rzeki, częściowo okresowe. Rzeki te zazwyczaj kończą swój bieg ginąc na pustyni albo na terenach solnisk np. w Salinas Grandes, które ma powierzchnię 8500 km². Na suchych obszarach Argentyny występują słone jeziora o zmiennej powierzchni, największym z takich jezior słonych jest Mar Chiquita o powierzchni od 1000 do 2000 km². Jezioro to leży na pograniczu Pampy i Gran Chaco w centrum kraju.
Na terenie Andów Patagońskich i Ziemi Ognistej występują liczne jeziora tektoniczno-lodowcowe, a także tektoniczno-zastoiskowe, morenowe, tamowe i polodowcowe. Jezior tych jest ponad 400. Największym z nich jest akwen o nazwie Buenos Aires o powierzchni 2240 km², jednak tylko 881 km² leży na obszarze Argentyny, reszta zaś na terenie Chile. Argentyna z Chile dzieli jezioro San Martín o powierzchni 1200 km² (521 km² leży na terenie Argentyny), innym jest leżące na Ziemi Ognistej Fagano. Drugie co do wielkości jezioro Argentino leży w całości na obszarze Argentyny, ma powierzchnię 1500 km². Do innych leżących w granicach kraju jezior należą: Viedma o powierzchni 1088 km², Nahuel Huapi o powierzchni 550 km², Huechulaufquén, Fontana i inne.

### Lodowce
Argentyna obfituje w lodowce, których łączna powierzchnia wynosi 17 900 km². Lodowce te ciągną się na odcinku 530 km. Największe z lodowców spływają w kierunku Argentyny do wysokości 500–200 m n.p.m. Największym jest lodowiec Upsala o powierzchni 870 km², który dociera do jeziora Argentino, lodowiec ten ma długość 60 km. Lodowiec Viedma o powierzchni 575 km² dociera do jeziora o tej samej nazwie. Najbardziej aktywnym jest Perito Moreno o długości 30 km, spływa on do południowej odnogi jeziora Argentino – do kanału Témpanos.

## Gleby
Argentyńskie gleby są na ogół przydatne dla rolnictwa o dużym poziomie urodzajności. Szczególną wartość mają gleby Pampy, gdzie dominują urodzajne czarnoziemy stepowe, które wykształciły się na podłożu lessowym. W zachodniej części Pampy czarnoziemy ustępują miejsca szarobrunatnym glebom pokrywającym tereny suche. Przedgórza andyjskie są pokryte słabo wykształconymi glebami kamienistymi, gdzie występują też zasolone pokrywy glebowe. W prowincji Tucumán występują podzwrotnikowe gleby laterytowe, czarnoziemy i żółtoziemy. Urodzajne gleby laterytowe występują w znacznej części w prowincji Misiones, umożliwiając dogodne warunku dla produkcji rolnej.
Złej jakości gleby pokrywają równinę Chaco, gdzie tereny pokrywają mało urodzajne gleby tropikalne ze znacznym udziałem piasków. Wschodnia część Gran Chaco jest pokryta urodzajnymi glebami aluwialnymi. W Patagonii gleby są mało urodzajne, występują tam gleby kamieniste i żwirowe. W północnej części Andów tereny górskie są pokryte glebami kamienistymi i żwirowymi, a w wielu miejsca występują gleby skaliste. Południowa część Andów jest pokryta kwaśnymi glebami próchnicznymi. Udział też swój mają czarnoziemy i gleby brunatne. W dolinach rzek występują gleby aluwialne i torfowe.

## Flora
Szata roślinna Argentyny jest bogata i bardzo zróżnicowana ze względu na rzeźbę i mnogość stref klimatycznych. Lasy zajmują 21% powierzchni kraju.
W prowincji Misiones i u podnóży Sierr Subandyjskich rosną podzwrotnikowe lasy zwane selva Misionera i selva Tucamano-Misionera. Lasy te są wilgotnymi formacjami wiecznie zielonymi, cechujące się bogactwem gatunkowym drzew liściastych. Na wyższych wysokości tych regionów rosną gatunki iglaste jak araukaria i cedrzyniec. W lasach wyżej wymienionych regionów rosną też palmy i paprocie drzewiaste, liczne są też liany i epifity. Prowincja Misiones słynie z występowania ostrokrzewu paragwajskiego i herbaty paragwajskiej. W dolinach rzecznych Parany i Urugwaju ciągną się szerokim pasem wiecznie zielone lasy galeriowe, występujące w mozaice z łąkami i zaroślami.
Na równinie Gran Chaco lasy przeplatają się z sawanną i kępami kolczastych krzewów, a także roślinnością bagienną. W Gran Chaco rośnie ceniony gatunek drzewa - kebraczo, o drewnie twardym i odpornym na działanie czynników atmosferycznych.
Wokół stepów Pampy od zachodu i północy na terenach suchych i półpustynnych rozciąga się espinal. Espinal jest formacją roślinną składającą się z ciernistych zarośli, wśród których rosną miejscami drzewa oraz kaktusy. Na zewnętrznym łuku lasów chaqueno i zarośli espinal rozciągają się formacje kseromorficzne, reprezentowane przez nieliczne drzewa – głównie akacje i mimozy, a przede wszystkim rozmaite sukulenty. W okresie letnim tereny na których znajduje się mało wartościowa formacja roślinna – monte, wykorzystuje się jako okresowe pastwiska.
Południowo-wschodnią część Misiones oraz północno-wschodnią i środkową część prowincji Corrientes porasta roślinność trawiasta, gdzie miejscami rosną nieliczne drzewa.
Pampa jest najbardziej znaną argentyńską formacją roślinną. Jest to roślinność stepowa, która obejmuje wschodnią, najbardziej wilgotną część równiny o tej samej nazwie. Znaczne tereny pampy są zajęte przez uprawy rolne, łąki i pastwiska. W skład pampy weszło wiele nowych gatunków roślin przeniesionych z Europy celowo lub przypadkowo.
Obszar Patagonii na ogół jest pokryty suchymi stepami krzewiastymi z roślinnością o cechach subarktycznych. Duże obszary Patagonii zajmuje półpustynia patagońska, gdzie rosną kserofityczne rośliny poduszkowe należące do różnych rodzin. Liczne krzewy i krzewinki Patagonii zrzucają liście na zimę. Przede wszystkim dominują tam gatunki wytrzymałe na suszę i chłody.
Ziemia Ognista w częściach nizinnych jest porośnięta wilgotnymi łąkami turzycowymi i wysokimi torfowiskami. W górach Ziemi Ognistej występuje formacja roślinna o cechach roślin półpustynnych. Roślinność tę reprezentują głównie suchoroślowe trawy kępkowe, wśród których dominują różne gatunki kostrzew. Miejsca osłonięte od wiatru, zazwyczaj na skalnych rumowiskach porośnięte są przez różne gatunki kaktusów. Podobna roślinność o nazwie puna występuje w północno-zachodniej części kraju na śródgórskich płaskowyżach o tej samej nazwie.
Na południu kraju w wilgotnych rejonach Andów Patagońskich występują zwarte kompleksy lasów mieszanych z udziałem buka i gatunków iglastych takich jak wysokie na 50 m araukarie, oraz cyprysowate, cisy i różne odmiany sosny. W Andach Patagońskich rosną ponadto różne krzewy liściaste, paprocie, mchy i porosty.

## Fauna
Fauna Argentyny jest tak samo zróżnicowana jak szata roślinna. Mniej lub bardziej jest ona dobrze zachowana, choć istnieją tam gatunki zagrożone wyginięciem.
Podzwrotnikowe lasy na północy kraju są zamieszkiwane przez wiele różnych gatunków. W lasach żyją małpy szerokonose, jeżozwierze, mrówkojady, wydry, nutrie, pancerniki. Największymi przedstawicielami gadów są kajmany, a poza nimi występują żmije. Bogaty jest świat ptaków, gdzie na uwagę zasługują papugi i tukany. Występują także orły i liczne ptactwo wodne. Do rzadszych gatunków należą jaguary, tapiry i oceloty. Region Chaco zamieszkują tapiry i pancerniki, spotykane są też pumy i jaguary. Z ptaków powszechne są kolibry, a także kondor królewski.
Pampa także cechuje się różnorodnością gatunkową. Na pampie żyją jelenie pudu i drapieżne jak puma i lis pampasowy. Liczne są gryzonie, zające, a także spotykanymi gatunkami są pancerniki. Świat ptaków jest ubogi, na uwagę zasługują flamingi oraz strusie nandu. W stepach patagońskich żyją lisy, różne gatunki gadów i dropie. W Andach od suchej puny do południowych krańców Patagonii zamieszkują lamy. Tereny leśne Andów Patagońskich to region występowania jeleni andyjskich, karłowatych, wilków i niedźwiedzi. Z ptaków obecne są orły, sokoły, jastrzębie i wiele innych mniejszych gatunków jak dzięcioły. Wysoko w górach żyją kondory mające rozpiętość około 3 metrów.
Na południowych krańcach Patagonii oraz na Ziemi Ognistej żyje kilka gatunków pingwinów, które tworzą kolonie liczące do kilku tysięcy osobników.

## Ochrona przyrody
Poziom ochrony przyrody w Argentynie jest zaawansowany i jest on najlepszy w całej Ameryce Południowej. W Argentynie jest 38 parków narodowych, których łączna powierzchnia to  14 778 417 ha. Największy z parków to Park Narodowy Los Glaciares liczący 72 6927 ha położony w Andach Patagońskich. W roku 1984 u wybrzeży Patagonii ustanowiono obszar ochronny o powierzchni 22 tys. ha dla około 600 wielorybów, na czas rozrodu i karmienia młodych osobników.